# Palmito, Sucre
Palmito là một khu tự quản thuộc tỉnh Sucre, Colombia. Thủ phủ của khu tự quản Palmito đóng tại Palmito Khu tự quản Palmito có diện tích 176 ki lô mét vuông. Đến thời điểm ngày 28 tháng 5 năm 2005, khu tự quản Palmito có dân số 7492 người.